# Ай-Тромъёган
Ай-Тромъёган (устар. Ай-Ягун) — река в России, протекает по территории Сургутского района Ханты-Мансийского автономного округа. Устье реки находится в 520 км по левому берегу реки Тромъёган. Длина реки — 58 км, площадь водосборного бассейна — 456 км².
- В 26 км от устья по правому берегу реки впадает река Юхкуйягун

Высота истока — 133 м над уровнем моря. Высота устья — 100,6 м над уровнем моря.

## Данные водного реестра
По данным государственного водного реестра России относится к Верхнеобскому бассейновому округу, водохозяйственный участок реки — Обь от впадения реки Вах до города Нефтеюганск, речной подбассейн реки — Обь ниже Ваха до впадения Иртыша. Речной бассейн реки — (Верхняя) Обь до впадения Иртыша.